# Біосферний заповідник

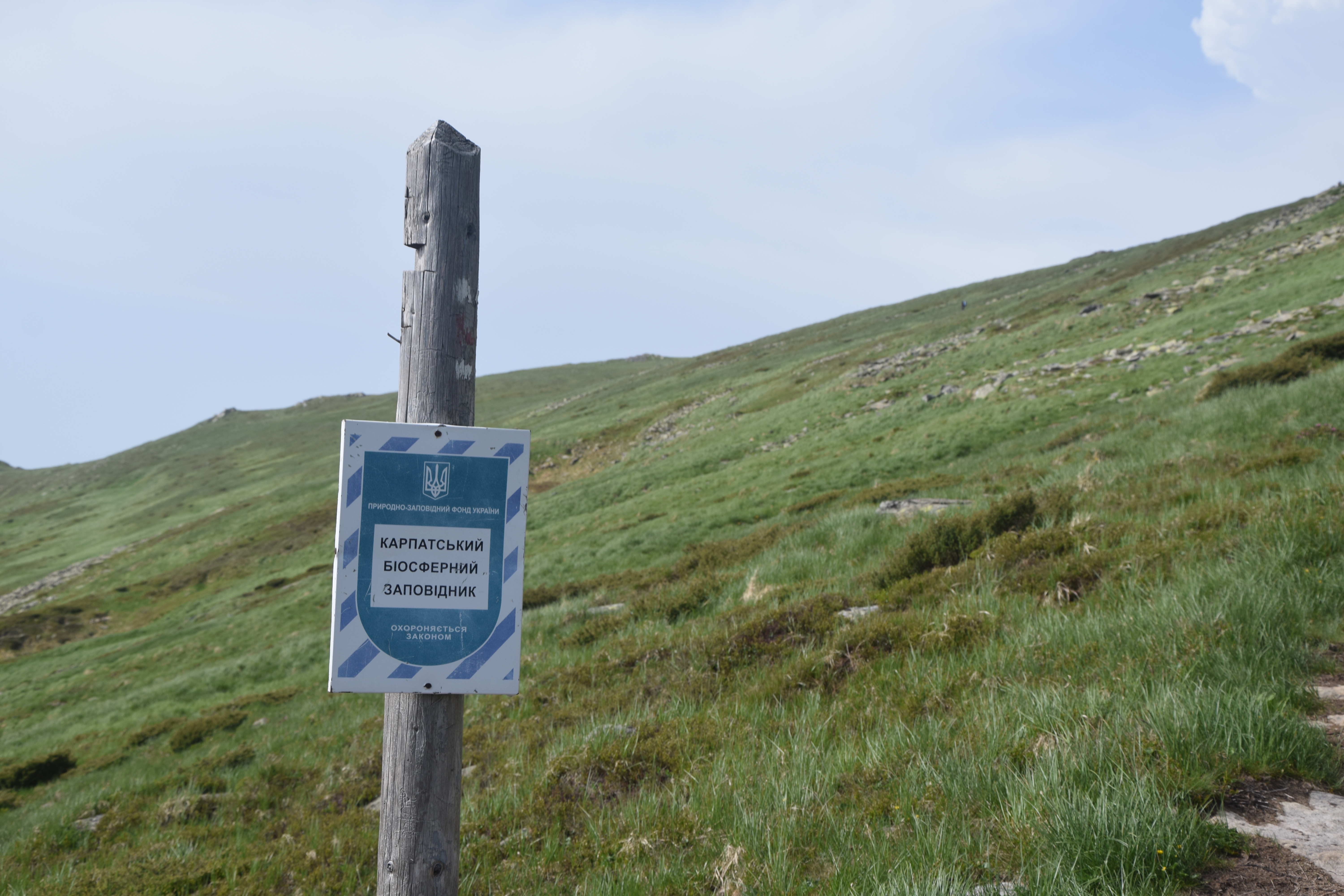

Біосфе́рний запові́дник — природоохоронна, науково-дослідна установа міжнародного значення, що створюється з метою:
- збереження в природному стані найтиповіших природних комплексів біосфери,
- здійснення фонового екологічного моніторингу,
- вивчення довкілля, його змін під дією антропогенних факторів.

Біосферні заповідники створюють на базі природних заповідників, національних природних парків з включенням до їх складу територій та об'єктів природно-заповідного фонду інших категорій та земель.
Для різних територій біосферних заповідників установлюється диференціальний режим охорони. В залежнності від поставлених завдань охорони, виділяють такі зони:
- заповідна, яка призначена для збереження і відновлення найцінніших природних та мінімально порушених антропогенними чинниками природних комплексів, генофонду рослинності і тваринного світу;
- буферна, яка виділяється з метою запобігання негативному впливу на заповідну зону господарської діяльності на прилеглих територіях;
- антропогенних ландшафтів, що об'єднує території із земле-, лісо-, водокористуванням, поселеннями, рекреацією та іншими видами господарської діяльності.

Біосферні заповідники також можуть містити території з регульованим заповідним режимом (регіональні ландшафтні парки, заказники, заповідні урочища).
Особливістю біосферних заповідників є той факт, що наукові дослідження, спостереження за станом довкілля та інша діяльність здійснюються на міжнародному рівні.
Біосферні заповідники є частковим відповідником міжнародної категорії природоохоронних територій — біосферний резерват.
Територія біосферних заповідників позначається на місцевості межовими охоронними знаками.